# Стокгольмська промислова водна премія
Стокгольмська промислова водна нагорода відзначає вражаючий внесок підприємств і галузей у покращення світової ситуації з водними ресурсами. Почесна нагорода присуджується щорічно з моменту заснування в 2000 році з метою заохочення та винагороди за покращення бізнес-результатів, виробництва та інновацій для зменшення промислового споживання води та забруднення. Нагорода вручається на Всесвітньому тижні води у Стокгольмі кожного серпня. Премія була заснована Стокгольмським водним фондом у співпраці з Шведською королівською академією інженерних наук і Всесвітньою діловою радою зі сталого розвитку. Його адмініструє Стокгольмський міжнародний інститут водних ресурсів.

## Лавреати
2015: CH2M, США
За його «трансформаційні технології та стратегічні комунікації».
2014: eThekwini Water & Sanitation, Південна Африка
За «відкритий підхід до експериментування та пілотування нових рішень щодо технічних і соціальних аспектів надання послуг [який] зробив eThekwini попередником у світі комунальних послуг».
2013 Netafim, Ізраїль
За його «видатні досягнення, які допомагають фермерам у всьому світі „вирощувати більше з меншими витратами“, що безпосередньо сприяє забезпеченню безпеки води та їжі у світі».
2012 PepsiCo, Індія
За «зусилля щодо підвищення ефективності використання води, збереження майже 16 мільярдів літрів води в 2011 році порівняно з базовим рівнем 2006 року, що демонструє, що відповідальне використання води має сенс для бізнесу».
2011 Nestlé SA, Швейцарія
За «непохитну відданість, утвердження себе як лідера в розумному управлінні водними ресурсами та надання прикладу для наслідування іншим виробникам і дистриб'юторам харчових продуктів».
2010 р. Управління водопостачання Пномпеня, Камбоджа
За «показники світового рівня у водопостачанні та самозабезпеченні».
2009 Trojan Technologies, Канада
За їхній внесок у життєздатну конкурентоспроможну галузь у сфері ультрафіолетових технологій, яка просунулася у всесвітньому нормативному прийнятті, подолала багато обмежень існуючих технологій і забезпечила нові засоби захисту здоров'я населення та розробки нових джерел водопостачання.
2008 Водний округ Орандж Каунті та Санітарний округ Орандж Каунті, США
За новаторську роботу Водного округу округу Орандж і Санітарного округу округу Орандж щодо розробки найбільшої у світі водоочисної установки для поповнення ґрунтових вод.
2007 Рада комунальних послуг (PUB), Сінгапур
За їхній цілісний підхід до управління водними ресурсами, який зробив використання води сталим для різних секторів суспільства в унікальному та складному міському острівному середовищі.
2006 Sydney Water Corporation, Австралія
За їхню бізнес-програму «Кожна крапля має значення (EDC)», яка демонструє, як комунальне підприємство працює в партнерстві з бізнесом, промисловістю та урядом, щоб допомогти забезпечити довгострокову стабільність водопостачання Сіднея.
2005 Procter & Gamble, США
На знак визнання розробки системи очищення питної води для домашніх господарств марки PUR.
2004 Відділ штапельного волокна Grasim Industries Ltd, Індія
За демонстрацію того, що провідний виробник у країні, що розвивається, може значно скоротити споживання води, покращити загальний вплив на навколишнє середовище та бути прибутковим.
2003 ZENON Environmental Inc, Канада
За інноваційну мембранну технологію ZeeWeed від ZENON, яка вважається цінним внеском у захист питної води.
2002 Kaldnes Miljöteknologi AS, Норвегія
Для розробки процесу рухомого шару, методу біологічного очищення, який робить очищення стічних вод більш ефективним.
2001 Комплекс General Motors de Mexico Ramos Arizpe, Мексика
За те, що ви довели, що з меншою кількістю води можна виготовити більше продуктів і що корпоративна екологічна стійкість може йти рука об руку з фінансовими результатами.
2000 Northumbrian Water Limited, Велика Британія
За їх перспективну ініціативу щодо досягнення регіонального рішення щодо очищення та утилізації стічних вод у співпраці з місцевими органами влади та регуляторними органами, підприємствами та іншими неурядовими організаціями.